# Социал-демократическая партия (Нигер)
Социал-демократическая партия (фр. Parti Social Démocrate) — политическая партия в Нигере, основанная в 2015 году.

## История
Основание Социал-демократической партии было инициировано в 2015 году Мохамедом Бен Омаром (1965—2020), одним из основателей партии Объединение за демократию и прогресс, который ранее безуспешно пытался сменить Хамида Альгабида на посту председателя партии. Партийное председательство в Социал-демократической партии перешло к Мохамеду Бен Омару, а Ибрагим Кассо стал Генеральным секретарём. 5 декабря 2015 года в Зиндере состоялся учредительный съезд партии.
На всеобщих выборах 2016 года партия получила 2 из 171 места в Национальном собрании. На президентских выборах 2016 года Социал-демократическая партия поддержала действующего президента Махамаду Иссуфу из Нигерийской партии за демократию и социализм.
Председатель партии и учредитель Бен Омар умер 3 мая 2020 года от осложнений, вызванных COVID-19. На внеочередном партийном съезде в Маради 15 августа 2020 года Санусси Мареини был избран лидером партии. На парламентских выборах 2020 года Социал-демократическая партия получила 1 из 171 места в Национальном собрании.

## Участие в выборах

### Парламентские выборы
| Выборы | Лидер            | Голоса | %   | Мест     | +/- | Позиция |
| ------ | ---------------- | ------ | --- | -------- | --- | ------- |
| 2016   | Мохамед Бен Омар | 43 285 | 0,9 | 2 из 171 | ▲ 2 | 16      |
| 2020   | Санусси Мареини  | 45 777 | 1,0 | 1 из 171 | ▼ 1 | 19      |